# Aculus anthobius
Aculus anthobius är en spindeldjursart som först beskrevs av Alfred Nalepa 1892.  Aculus anthobius ingår i släktet Aculus, och familjen Eriophyidae. Arten är reproducerande i Sverige.